# Acide fluoroantimonique
L’acide fluoroantimonique est un mélange en proportions variables de fluorure d'hydrogène et de pentafluorure d'antimoine. La combinaison 1:1 de ce mélange, de formule chimique HSbF6, correspond au superacide connu le plus fort, capable de protoner même des hydrocarbures en carbocations.
La réaction du fluorure d'hydrogène HF et du pentafluorure d'antimoine SbF5 est exothermique. HF libère l'ion H+ et sa base conjuguée F− est séquestrée par un ou plusieurs SbF5 pour conduire à l'ion octaédrique [SbF6]−. Cet anion est non coordinant dans la mesure où il est à la fois très faiblement nucléophile et très faiblement basique.

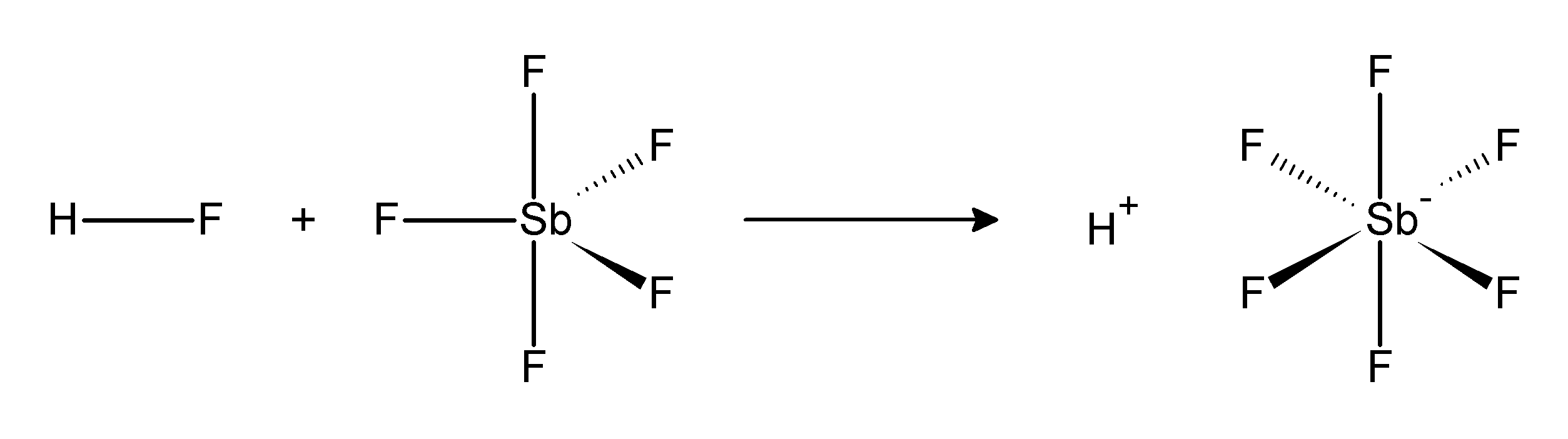
Réaction + HF → H^{+} +.

Le proton de l'ion H+ du système HF + SbF5 à 1:1 est presque totalement libre, ce qui explique son acidité extrême : l'acide fluoroantimonique HSbF6 est 2 × 1019 fois plus fort que l'acide sulfurique H2SO4 à 100 %.
Cet acide est si fort qu'il peut protoner pratiquement n'importe quel composé organique. Bickel et Hogeveen ont montré en 1967 qu'un mélange équimolaire HF + SbF5 libère H2 à partir d'isobutane HC(CH3)3 et CH4 à partir de néopentane C(CH3)4, :
HC(CH3)3 + H+ → C+(CH3)3 + H2
C(CH3)4 + H+ → C+(CH3)3 + CH4
Deux composés obtenus à partir de mélanges HF + SbF5 ont été cristallisés et analysés par diffractométrie de rayons X. Il s'agit des sels [H2F+][Sb2F11−] et [H3F2+][Sb2F11−], dont l'anion est [Sb2F11−], la structure duquel a ainsi pu être déterminée.
L'acide fluoroantimonique est décomposé de façon explosive par l'eau et réagit avec pratiquement tous les solvants, hormis le fluorure de chlorosulfonyle SO2ClF et le dioxyde de soufre SO2, ainsi que les chlorofluorocarbones.
Il doit être stocké dans des récipients en polytétrafluoroéthylène (PTFE).